# Trophée de Basse-Navarre de force basque
Le Trophée de Basse-Navarre est une compétition par équipes dans laquelle s'opposent des formations de la province basque française de Basse-Navarre au travers de cinq épreuves emblématiques des jeux de force basque. Selon la tradition de cette compétition, organisée tous les ans à Saint-Étienne-de-Baïgorry au mois de juillet depuis 1992, l'équipe qui remporte le championnat peut conserver le trophée pendant une année avant de le remettre en jeu lors de l'édition suivante. Si elle parvient à garder son titre, elle gagne alors le droit de conserver le trophée de manière définitive, une nouvelle récompense étant alors mise en jeu.

## Les épreuves
- Soka tira (tir à la corde) : contrairement au festival de force basque de Saint-Palais qui a lieu au mois d'août chaque année, les équipes de huit concurrents qui s'opposent dans cette épreuve sont limitées en poids (680 kg maximum par équipe). Elle se déroule en deux manches sur un tapis synthétique. En cas d'égalité à une manche partout, les équipes sont départagées par le temps chronométré, celle qui a fait rentrer trois concurrents adverses dans son propre camp dans le temps le plus court étant déclarée gagnante. Compte tenu de son caractère collectif, cette épreuve vaut le double de points par rapport aux quatre autres et son classement prévaut comme critère principal pour départager des équipes ex æquo au classement général final établi sur l'ensemble des cinq épreuves.

- Lasto altxatzea (lever de la botte de paille) : dans cette épreuve individuelle, le concurrent doit hisser une botte de paille de 35 kg au bout d'une corde, à l'aide d'une poulie, à une hauteur de 6 mètres, et ce un maximum de fois en deux minutes.

- Untziketariak (transport des bidons) : dans cette épreuve individuelle, chaque concurrent doit parcourir la distance la plus grande distance possible autour d'un carré de 18 mètres de côté avec un bidon de 35 kg dans chaque main.

- Orga joko (jeu de la charrette) : dans cette épreuve individuelle, chaque concurrent doit faire pivoter une charrette de 280 kg en appui sur son timon sur la plus grande distance possible.

- Kontrabandisten lasterketa (course des contrebandiers) : cette épreuve en relais fait intervenir trois concurrents par équipe. Chaque relayeur doit effectuer un parcours d'une longueur de 75 mètres parsemé de différents obstacles (franchissement de pont, passage sur et en dessous d'une haie) avec un sac de 30 kg sur l'épaule et doit enfin le transmettre à son coéquipier, le tout dans le minimum de temps possible.

## Le palmarès
Depuis sa création, le nombre d'équipes participant au trophée a varié entre 3 et 6. Certaines années, une épreuve qualificative préliminaire fut organisée pour désigner les deux équipes qui seraient confrontées aux deux finalistes de l'année précédente. Sur les 24 éditions écoulées, l'équipe de Juxue arrive en tête du palmarès avec 10 victoires et 3 trophées remportés devant Saint-Etienne-de-Baïgorry (8 victoires, 4 trophées),  Banca (4 victoires, 1 trophée) et Saint-Martin-d'Arberoue (2 victoires, 1 trophée).
- 1992: Saint-Étienne-de-Baïgorry (40 points ; 4 équipes participantes) ;
- 1993: Saint-Étienne-de-Baïgorry (42 points ; 4 équipes) - 1er Trophée remporté ;
- 1994: Saint-Étienne-de-Baïgorry (32 points ; 3 équipes) ;
- 1995: Saint-Martin-d'Arberoue (36 points ; 4 équipes) ;
- 1996: Saint-Martin-d'Arberoue (44 points ; 4 équipes) - 1er Trophée remporté ;
- 1997: Juxue (34 points ; 4 équipes) - cette année-là, trois formations terminèrent ex æquo avec 34 points ;
- 1998: Banca (36 points ; 4 équipes) ;
- 1999: Banca (40 points ; 4 équipes) - 1er Trophée remporté ;
- 2000: Juxue (48 points ; 5 équipes) ;
- 2001: Juxue (48 points ; 5 équipes) - 1er Trophée remporté ;
- 2002: Juxue (66 points ; 6 équipes) ;
- 2003: Juxue (46 points ; 5 équipes) - 2e Trophée remporté ;
- 2004: Juxue (46 points ; 5 équipes) ;
- 2005: Banca (38 points ; 4 équipes) ;
- 2006: Juxue (44 points ; 4 équipes) ;
- 2007: Banca (46 points ; 4 équipes) ;
- 2008: Juxue (40 points ; 4 équipes) ;
- 2009: Juxue (44 points ; 4 équipes) -  3e Trophée remporté;
- 2010: Juxue (38 points ; 4 équipes) - deux formations ex æquo à 38 points.
- 2011: épreuve annulée.
- 2012: Saint-Étienne-de-Baïgorry (52 points ; 5 équipes) - édition du 20e anniversaire de l'épreuve.-2e Trophée remporté
- 2013: Saint-Étienne-de-Baïgorry
- 2014: Saint-Étienne-de-Baïgorry - 3e Trophée remporté;
- 2015: Saint-Étienne-de-Baïgorry
- 2016: Saint-Étienne-de-Baïgorry (42 points ; 4 équipes)- 4e Trophée remporté;

## Quelques records
- Tir de soka tira le plus long: 3 min 02 s (victoire de Saint-Étienne-de-Baïgorry sur Saint-Martin-d'Arberoue en juillet 1994) ;
- Tir de soka tira le plus rapide: 7 s (victoire de Juxue sur Saint-Jean-le-Vieux le 14 juillet 2003) ;
- Lever de paille: 28 levers en 2 minutes (par Lucien Betbeder de Saint-Martin-d'Arberoue, le 11 juillet 1999) ;
- Transport des bidons: 1044 m soit 14,5 tours (par un concurrent de Juxue, le 25 juillet 2010) ;
- Lever de charrette: 139,20 m soit 6 tours (par Jean Juanicotena de Banca, le 24 juillet 2005) ;
- Course des contrebandiers la plus rapide: 1 min 15 s 55 (par le relais de Saint-Étienne-de-Baïgorry, le 29 juillet 2001).